# حفظ الموطن

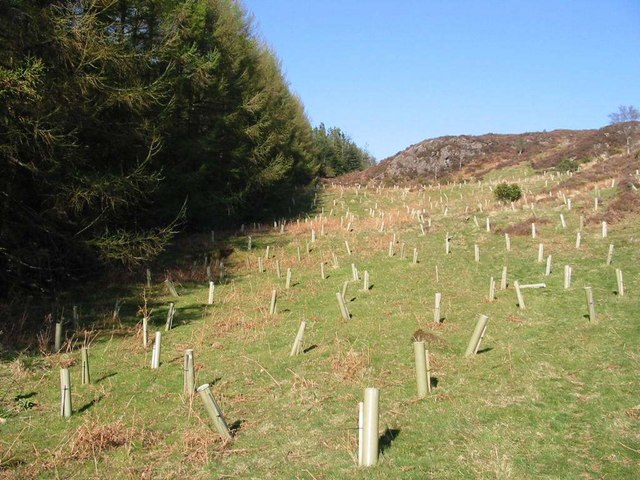

حفظ الموطن أو حفظ الموئل هي عملية إدارية تسعى للحفاظ على المواطِن وحمايتها واستعادتها ومنع انقراضها الأنواع الحية أو تقليص معدل الأنقراض.  تعتبر أولوية للعديد من المجموعات التي لا يمكن ضبطها بسهولة من حيث أي من الأيديولوجية.

## تاريخ تطور المحافظة
في الماضي بالنسبة لكثير من البشر ، كان يُنظر إلى الطبيعة كمورد يمكن أن تسيطر عليه الحكومة وتستخدمه لتحقيق مكاسبها الشخصية والاقتصادية. كانت الفكرة أن النباتات موجودة فقط لإطعام الحيوانات والحيوانات موجودة فقط لإطعام البشر.  اقتصرت قيمة الأرض فقط على الموارد التي توفرها مثل التربة الخصبة والأخشاب والمعادن.
طوال القرنين الثامن عشر والتاسع عشر ، بدأت الآراء الاجتماعية في التغيير وتم تطبيق مبادئ الحفظ عمليا لأول مرة على غابات الهند البريطانية. تضمنت أخلاقيات الحفظ التي بدأت في التطور ثلاثة مبادئ أساسية: 1-  الأنشطة البشرية تضر بالبيئة ، 2-  كان هناك واجب مدني للحفاظ على البيئة للأجيال القادمة ، و 3-  يجب تطبيق الأساليب العلمية القائمة على التجربة لضمان ذلك وقد تم تنفيذ المهمة. كان السيد جيمس رانالد مارتن بارزا في الترويج لهذه الأيديولوجية ، حيث نشر العديد من التقارير التبوغرافية الطبية التي أظهرت الضرر الناتج عن إزالة الغابات والتصحر على نطاق واسع ، والضغط الشديد لإضفاء الطابع المؤسسي على أنشطة الحفاظ على الغابات في الهند البريطانية من خلال إنشاء أقسام الغابات.
وبدلاً من التركيز على الفوائد الاقتصادية أو المادية من الطبيعة ، بدأ البشر في تقدير قيمة الطبيعة نفسها والحاجة إلى حمايتها. و بحلول منتصف القرن العشرين ، طبقت بعض الدول كالولايات المتحدة وكندا وبريطانيا قوانين وتشريعات من أجل ضمان حماية البيئات التي من الممكن أن تتدمر بسهولة و البيئات الأكثر جمالًا للأجيال القادمة. واليوم ، وبمساعدة المنظمات غير الحكومية والحكومات حول العالم ، تتم تعبئة حركة قوية بهدف حماية الموائل والحفاظ على التنوع الحيوي على نطاق عالمي. إن التزامات وأعمال جمعيات المتطوعين الصغيرة في القرى والبلدات ، التي تسعى لمحاكاة عمل منظمات الحفظ المعروفة ، لها أهمية قصوى في ضمان فهم الأجيال التالية لأهمية الحفاظ على الموارد الطبيعية.

## قيمة المواطِن الطبيعية
تعد البيئة الطبيعية مصدرًا لمجموعة واسعة من الموارد التي يمكن استغلالها لتحقيق الربح الاقتصادي ، على سبيل المثال يتم حصاد الأخشاب من الغابات ويتم الحصول على المياه النظيفة من الجداول الطبيعية. ومع ذلك ، غالبًا ما تتسبب تنمية الأراضي من النمو الاقتصادي الناتج عن الأنشطة البشرية في انخفاض السلامة البيئية للموائل الطبيعية القريبة. فعلى سبيل المثال ،قد كانت تعتبر مشكلة في الجبال الصخرية الشمالية للولايات المتحدة. 
ومع ذلك ، فإن هناك أيضًا قيمة اقتصادية في الحفاظ على الموائل الطبيعية. يمكن تحقيق الربح المالي من الإيرادات السياحية ، فعلى سبيل المثال في المناطق الاستوائية حيث يتواجد التنوع الإحيائي بصورة أكبر ، أو في الرياضات الترفيهية التي تحدث في البيئات الطبيعية مثل المشي لمسافات طويلة وركوب الدراجات الجبلية. تعتبر تكلفة إصلاح النظم البيئية المتضررة أعلى بكثير من تكلفة الحفاظ على النظم البيئية الطبيعية. 
من وجهة نظر فلسفية يقال بأنه غالبا ما يتم الانتقاد أن قياس قيمة الحفاظ على مناطق الموائل المختلفة لكونها مفيدة جدًا. 

## التنوع الاحيائي
المحافظة على المواطِن أمر مهم من أجل الحفاظ على التنوع الإحيائي ، وهو جزء أساسي من الأمن الغذائي العالمي. هناك أدلة لدعم اتجاه تسريع تآكل الموارد الوراثية للنباتات والحيوانات الزراعية.  زيادة التشابه الوراثي للنباتات والحيوانات الزراعية يعني زيادة خطر فقدان الغذاء من الأمراض الرئيسية. تم العثور على الأنواع البرية من النباتات الزراعية لتكون أكثر مقاومة للأمراض ، على سبيل المثال أنواع الذرة البرية (تيسنايت) تقاوم 4 أنواع من أمراض الذرة التي تؤثر على المحاصيل التي يزرعها الإنسان. وقد اقترحت مجموعة من بنوك البذور وحفظ المواطِن للحفاظ على التنوع النباتي لأغراض الأمن الغذائي. 

## تصنيف القيم البيئية
قام بيرس وموران بتوضيح الطريقة التالية لتصنيف الاستخدامات البيئية: 
- الاستخدامات الاستخراجية المباشرة: على سبيل المثال الأخشاب من الغابات والأغذية من النباتات والحيوانات.
- ·         الاستخدامات غير المباشرة: على سبيل المثال خدمات النظم البيئية مثل مكافحة الفيضانات ، ومكافحة الآفات ، والحماية من التآكل.
- ·         الاستخدامات الاختيارية: الاحتمالات المستقبلية مثل استخدام غير معروف بعد، ولكن من المحتمل أن يكون للنباتات في الكيمياء / الطب
- ·         القيم المستفادة عندما تقل نسبة الاستخدامات:

-         قيمة الإرث (فائدة الفرد الذي يعرف أن الآخرين قد يستفيدون منها في المستقبل).
-         قيمة الاستخدام السلبي (التعاطف مع البيئة الطبيعية ، والتمتع بمجرد وجود نوع معين).

## الآثار

### المسببات الطبيعية
يمكن أن يحدث فقدان وتدمير الموائل بشكل طبيعي ولأسباب قامت بها البشرية. تشمل الأحداث التي تؤدي إلى فقدان المواطِن الطبيعية تغير المناخ والحوادث الكارثية مثل الانفجارات البركانية ومن خلال تفاعلات الأنواع الغازية وغير الغازية. تغير المناخ الطبيعي ، كانت الحوادث في السابق سبب العديد من الخسائر الضخمة وكذلك خسائر واسعة النطاق على المواطِن. على سبيل المثال ، تزامنت بعض أحداث الانقراض الجماعي التي يشار إليها عمومًا باسم «الخمسة الكبار» مع نطاق واسع مثل دخول الأرض في عصر جليدي ، أو أحداث الاحترار البديل. الأحداث الأخرى في الدول الخمس الكبرى لها جذورها أيضًا في الأسباب الطبيعية ، مثل الانفجارات البركانية وتصادم النيازك.   يعد تأثير (تشيكسولوب Chicxulub )أحد الأمثلة على ذلك ، والذي تسبب سابقًا في خسائر واسعة النطاق في المواطِن حيث تلقت الأرض ضوء الشمس أقل وتسبب ذلك في زيادة البرودة، وقد يسبب ذلك في ازدهار بعض الحيوانات و نموها و ضرر حيوانات أخرى. نمت المناطق الدافئة المعروفة سابقًا في المناطق الاستوائية ، وهي أكثر المواطِن حساسية على وجه الأرض ، أكثر برودة ، كما طورت مناطق مثل أستراليا نباتات وحيوانات مختلفة جذريًا عن تلك التي نشاهدها اليوم. كما تم ربط أحداث الانقراض الجماعي الخمسة الكبرى بالتغيرات في مستوى سطح البحر ، مما يشير إلى أن فقدان الأنواع البحرية على نطاق واسع قد تأثر بشدة بفقدان المواطِن البحرية ، ولا سيما موائل الجرف. وقد ثبت أيضًا أن الانفجارات المحيطية التي يقودها الميثان تسببت في أحداث انقراض جماعي أصغر.

### الآثار البشرية
كان البشر سببا في انقراض العديد من الأنواع الحية. نظرا لتغيير البشر وتعديل بيئتهم ، غالبًا ما يتم تغيير أو تدمير موطن الأنواع الأخرى نتيجة لأفعال الإنسان. حتى قبل العصر الصناعي الحديث ، كان للبشر تأثيرات واسعة النطاق ، وكان لها تأثير كبير على البيئة. تم العثور على مثال جيد على ذلك في السكان الأصليين الأستراليين والحيوانات الضخمة الأسترالية. أدت ممارسات الصيد الأصلية ، التي تضمنت حرق أجزاء كبيرة من الغابات في وقت واحد ، في نهاية المطاف إلى تغيير الغطاء النباتي في أستراليا لدرجة أنه تم ترك العديد من أنواع الحيوانات الضخمة العاشبة بدون موطن وتم دفعها إلى الانقراض. بمجرد أن انقرضت أنواع الحيوانات الضخمة العاشبة ، سرعان ما تبعتها أنواع الحيوانات الضخمة آكلة اللحوم. في الماضي القريب ، كان البشر مسؤولين عن التسبب في المزيد من الانقراضات خلال فترة زمنية معينة من أي وقت مضى. كانت إزالة الغابات ، والتلوث ، والاحتباس الحراري المنشأ والمستوطنات البشرية كلها عوامل دافعة لتغيير أو تدمير المواطِن. أدى تدمير النظم البيئية مثل الغابات المطيرة إلى تدمير عدد لا يحصى من المواطِن. هذه النقاط الساخنة للتنوع البيولوجي هي موطن لملايين من المتخصصين في المواطِن ، والتي لا توجد خارج منطقة صغيرة.  بمجرد تدمير بيئتها ، فإنها تتوقف عن الوجود ، وهذا التدمير له أثر لاحق ، حيث أن الأنواع التي تتعايش أو تعتمد على وجود أنواع أخرى تنقرض أيضًا ،  يؤدي في النهاية إلى انهيار نظام بيئي كامل.   ويشار إلى هذه الانقراضات التي تأخرت في الوقت بالديون المنقرضة ، والتي هي نتيجة لتدمير وتفتت الموائل. نتيجة للتعديل البشري المنشأ على البيئة ، ارتفع معدل الانقراض إلى النقطة التي أصبحت فيها الأرض الآن في حدث انقراض جماعي سادس ، كما اتفق عليه علماء الأحياء بشكل عام. وقد ظهر ذلك بشكل خاص ، على سبيل المثال ، في الانخفاض السريع في عدد الأنواع البرمائية في جميع أنحاء العالم. 